# John Bartholomew
John Bartholomew (født 1986) er en amerikansk skakspiller. Han er en international mester. Han bor i Minnesota.

## Karriere
I 2002 vandt han National High School Chess Championship, og blev i 2006 International Mester. Efter at have forladt jurastudiet blev han træner for David Floeder, en gymnasieelev, der vandt det nationale K-12 US Chess Federation Championship i 2012. Bartholomew vandt sin første stormesternorm ved Saint Louis Classic i 2013. Desuden har han vundet Okoboji Open fire gange. 
Han har en YouTube-kanal med instruktionsvideoer til skak og er blevet beskrevet som "sandsynligvis den mest berømte skak-YouTuber af dem alle." Han er medstifter af Chessable, et websted for skakundervisning beregnet på at lære skakåbninger på en systematisk måde. Wwebstedet blev lanceret den 22. februar 2016.  
I 2019 blev han indført i Minnesota Chess Hall of Fame.